# Lithium (canción de Nirvana)
«Lithium» es una canción y sencillo de la banda estadounidense de grunge Nirvana. Escrita por el vocalista y líder de la banda Kurt Cobain, la canción es acerca de un hombre que acude a la religión en medio de impulsos suicidas. Nirvana grabó por primera vez «Lithium» en 1990, pero luego volvió a grabar la canción al año siguiente para el segundo álbum del grupo titulado Nevermind (1991).
Lanzado como el tercer sencillo de Nevermind en julio de 1992, «Lithium» alcanzó el número 64 en el Billboard Hot 100 de Estados Unidos y el número 11 en los sencillos del Reino Unido. El vídeo musical que acompaña la canción, dirigido por Kevin Kerslake, es un montaje de imágenes de conciertos de la banda.

## Antecedentes y grabación
El cantante y guitarrista de Nirvana Kurt Cobain describió a «Lithium» como "una de esas canciones que en realidad terminé mientras trataba de escribirla en lugar de tomar pedazos de mi poesía y otras cosas". Nirvana grabó «Lithium» con el productor Butch Vig en Smart Studios en Madison, Wisconsin durante abril de 1990. El material grabado en Smart Studios estaba destinado al segundo álbum del grupo para el sello discográfico independiente Sub Pop. En el libro "Classic Rock Albums: Nevermind" (1998) declaró que los observadores consideraron la sesión de «Lithium» como un evento clave en la división en desarrollo entre Cobain y el baterista Chad Channing. Cobain estaba insatisfecho con los tambores de Channing, ya que sus estilos musicales eran inconsistentes. Cobain le dijo a Channing que hiciera el arreglo de batería que había ideado para la canción. Según Vig, Cobain utilizó su voz de manera excesiva mientras grababa las voces de «Lithium», lo que obligó a la banda a detener la grabación. Las canciones de estas sesiones se colocaron en una cinta demo y circularon dentro de la industria de la música, generando interés en el grupo entre las principales discográficas. 
Después de firmar con DGC Records, Nirvana volvió a reunirse con Vig en mayo de 1991 para trabajar en su debut en un sello discográfico importante, Nevermind, en los estudios Sound City en Van Nuys, California. Entre las sesiones, el bajista Krist Novoselic simplificó la línea de bajo; "Enriquecí el bajo un poco más, pero eso fue todo lo que cambiamos". La sesión de grabación de «Lithium» fue una de las más arduas para Vig y el grupo en Sound City. La banda repetidamente aceleró el tempo durante la grabación de la canción, por lo que Vig recurría a usar una pista de clic para mantener un tempo consistente. El productor sugirió que el nuevo baterista Dave Grohl usara rellenos y patrones más sencillos para la canción, lo que resultó en una toma instrumental satisfactoria. La pista de guitarra de Cobain fue más difícil de grabar. "Kurt quería ser capaz de tocar la guitarra de manera... no muy metódica, necesitaba tener ese espacio", recordó Vig. "Tenía que estar relajado". Cada vez que Cobain aceleraba, Vig pedía otra toma. Durante el primer día de grabación de la canción, Cobain se sintió tan frustrado por el lento progreso, que en su lugar, la banda comenzó a tocar una improvisación instrumental que había estado trabajando. Vig grabó la improvisación, más tarde titulada «Endless, Nameless», y fue insertado como pista oculta al final de Nevermind.

## Composición y letra
«Lithium» es representativo del estilo musical que Nirvana había desarrollado durante el trabajo en Nevermind, alternando entre secciones tranquilas y fuertes. En la canción, en tono en Re, Cobain utiliza acordes en su guitarra, pero varía entre jugar con notas individuales y pausas en el instrumento, dando a la pista una tacto más libre.
El biógrafo de Nirvana, Michael Azerrad, describió el título de la canción como una referencia a la declaración de Karl Marx de que la religión es el opio de las masas. Cobain dijo que la canción trata sobre un hombre que después de la muerte de su novia, encuentra a la religión como último recurso para mantenerse vivo, alejado del suicidio. Mientras Cobain dijo que la narración de «Lithium» era ficticia; "Yo infundí algunas de mis experiencias personales, como romper con novias y tener malas relaciones". Cobain reconoció que la canción fue posiblemente inspirada en parte por el tiempo que pasó viviendo con su amigo Jesse Reed y sus padres convertidos cristianos. Le explicó a Azerrad: "Siempre he sentido que algunas personas deben tener religión en sus vidas [...], eso está bien, si va a salvar a alguien, está bien, y la persona de [«Lithium»] la necesitaba".
«Lithium» también es un medicamento para tratar el trastorno bipolar, depresiones, pensamientos suicidas, etc. La letra de esta canción describe el comportamiento de una persona bajo el tratamiento pero no se ha visto declaraciones.

## Lanzamiento y recepción
«Lithium» fue lanzado como el tercer sencillo de Nevermind el 13 de julio de 1992. Con una foto de portada de Cobain, el sencillo contenía un sonograma de la entonces hija no nacida de Cobain, Frances Bean Cobain, así como letras completas para todas las canciones de Nevermind. Casetes, CD, vinilos de 12 pulgadas y ediciones británicas de discos de vinilo de 12 pulgadas incluyeron «Curmudgeon» y una versión en vivo de «Been a Son» (interpretada en Halloween el año anterior) como lados B. La edición británica de 7 pulgadas y en el casete sólo figuran «Curmudgeon» como una pista extra, mientras que el lanzamiento del CD del Reino Unido agregó la versión «D-7» de los Wipers, grabado para el programa del jockey de la BBC Radio 1 John Peel en 1990.
En los Estados Unidos, el sencillo marcó en el número 64 en el Billboard Hot 100 de sencillos. «Lithium» alcanzó su punto máximo en el número 16 y 25 en las listas de la Mainstream Rock y Modern Rock Tracks, respectivamente. La canción estaba empatada en el número 20 con los sencillos de Ministry, Lisa Stansfield y Utah Saints en la votación de 1992 de Village Voice Pazz & Jop. En 2012, NME clasificó a «Lithium» en el número 52 en su lista de las "100 mejores pistas de los 90".

## Videoclip
El vídeo musical de «Lithium» fue el segundo vídeo de Nirvana dirigido por Kevin Kerslake. Cobain originalmente quería que el vídeo presentara una historia animada sobre una chica llamada Prego que descubre algunos huevos que eclosionan. Cuando Cobain y Kerslake descubrieron que la animación tomaría cuatro meses para producir, crearon en cambio un collage de varias presentaciones en vivo de Nirvana. Entre el metraje de concierto utilizado fue el material de la actuación del trío en el teatro Paramount en Halloween de 1991 y escenas de la película 1991: The Year Punk Broke (1992). El biógrafo de Nirvana, Michael Azerrad, comentó: "Aunque [el vídeo] fue animado por el truco de Kerslake de usar imágenes más violentas durante las partes tranquilas de la canción y viceversa, fue algo decepcionante para una banda y una canción que prometía mucho."

## Interpretaciones memorables
A Nirvana se le pidió interpretar el éxito «Smells Like Teen Spirit» en los MTV Video Music Awards de 1992; sin embargo, la banda quería tocar una nueva canción llamada «Rape Me». MTV no dejó que la banda tocara la nueva canción, y finalmente se acordó que la banda tocaría «Lithium». Cuando la banda empezó su presentación, Kurt Cobain tocó la introducción de «Rape Me» antes de pasar a «Lithium». Cerca del final de la presentación, Krist Novoselic lanzó su bajo al aire (de acuerdo a declaraciones posteriores de Novoselic, debido a que el bajo estaba fallando), pero cometió un error cuando lo iba a atrapar y le pegó en la frente, causando que cayera. Mientras esto ocurría, la gente subía al escenario y saltaba al público mientras Cobain y el baterista Dave Grohl continuaban tocando, en cuanto a Novoselic este se levantó y salió del escenario. Al final, cuando Cobain se disponía a la habitual destrucción de equipamiento, Dave Grohl salió al micrófono y dijo repetidamente: "Hi, Axl" refiriéndose a Axl Rose, cantante de Guns N' Roses, con el que los miembros de la banda habían tenido problemas.

## Otras versiones
Una versión en vivo se puede encontrar en la compilación From the Muddy Banks of the Wishkah. La versión original se encuentra también en el álbum de grandes éxitos Nirvana. Una versión acústica se halla en With The Lights Out. Otra versión en vivo grabada en la legendaria presentación del grupo en el Reading Festival de 1992 en Inglaterra se encuentra en el VHS Live! Tonight! Sold Out!!. Otra versión es del 20 de marzo de 1990 con Chad Channing a la batería (la primera vez que el grupo ha tocado la canción), Los miembros sobrevivientes de Nirvana hicieron una versión de «Lithium» con St. Vincent en la inducción de Nirvana en el Rock And Roll Hall of Fame de 2014. El grupo musical canadiense de gypsy jazz, The Lost Fingers, canta la canción de su álbum VS en 2020.

## Lista de canciones
Las siguientes canciones aparecieron en el sencillo (todas escritas por Cobain excepto donde se indique):
Disco de vinilo Norteamericano de 12 pulgadas, casete, CD y 12 pulgadas del Reino Unido
1. «Lithium» – 4:16
2. «Been a Son» (Live - Seattle - 31.10.1991) – 2:14
3. «Curmudgeon» – 2:58

Vinilo del Reino Unido y casete de 7 pulgadas
1. «Lithium» – 4:16
2. «Curmudgeon» – 2:58

Cd Reino Unido
1. «Lithium» – 4:16
2. «Been a Son» (Live) – 2:14
3. «Curmudgeon» – 2:58
4. «D-7» (John Peel Radio Session) (Greg Sage) – 3:45

## Posiciones en listas
| Año  | Lista                                         | Posición |
| ---- | --------------------------------------------- | -------- |
| 1992 | Lista oficial de sencillos en Irlanda         | N.º 5    |
| 1992 | Listas de Polonia                             | N.º 9    |
| 1992 | Listas de Eslovaquia                          | N.º 10   |
| 1992 | Lista oficial de sencillos en el Reino Unido  | N.º 11   |
| 1992 | Lista oficial de sencillos en España          | N.º 13   |
| 1992 | Lista oficial de sencillos en Italia          | N.º 16   |
| 1992 | Lista oficial de sencillos en Países Bajos    | N.º 16   |
| 1992 | Lista oficial de sencillos en Dinamarca       | N.º 42   |
| 1992 | Canciones de rock mainstream (Estados Unidos) | N.º 16   |
| 1992 | Canciones de rock moderno (Estados Unidos)    | N.º 25   |
| 1992 | Lista oficial de sencillos en Nueva Zelanda   | N.º 28   |
| 1992 | Lista oficial de sencillos en Bélgica         | N.º 28   |
| 1992 | Lista oficial de sencillos en Australia       | N.º 53   |
| 1992 | Lista oficial de sencillos en Portugal        | N.º 4    |
| 1992 | Listas de Francia                             | N.º 60   |
| 1992 | Billboard Hot 100 (Estados Unidos)            | N.º 64   |

## Galardones
Clasificado número 20 en la revista Kerrang! 100 Greatest Rock Tracks Ever! (1999).

## Integrantes
- Kurt Cobain: Voz y guitarra.
- Krist Novoselic: Bajo.
- Dave Grohl: Batería.